# Jean-Nicolas Forest
Jean-Nicolas Forest est un homme politique français né le 30 novembre 1749 à Reims (Marne) et mort le 15 février 1827 à Charleville (Ardennes).

## Biographie
Notaire, maire de Charleville, il est député des Ardennes en 1815, pendant les Cent-Jours.

## Sources
- « Jean-Nicolas Forest », dans Adolphe Robert et Gaston Cougny, Dictionnaire des parlementaires français, Edgar Bourloton, 1889-1891 [détail de l’édition]